# Bogota (New Jersey)
Bogota ist eine Stadt im Bergen County des Bundesstaats New Jersey in den USA. Das U.S. Census Bureau hat bei der Volkszählung 2020 eine Einwohnerzahl von 8.778 ermittelt.

## Geographie
Die kleine Stadt liegt am Hackensack River, etwa 13 Kilometer nördlich von Manhattan.
Nach dem United States Census Bureau hat die Stadt eine Gesamtfläche von 2,1 km², wovon  7,32 % auf Wasserflächen entfallen.

### Name
Der Name der Stadt ist ein Kofferwort, welches sich aus den Namen der ersten beiden Familien zusammensetzt, die sich gegen Ende des 19. Jahrhunderts hier niederließen: Bogert und Banta, verbunden durch ein O. Im Gegensatz zum Namen der kolumbianischen Hauptstadt, mit der dieser Ort nichts zu tun hat, wird der Ortsname auf der zweiten Silbe betont: Bogota.

## Geschichte
Ein Gebäude des Orts ist im National Register of Historic Places (NRHP) eingetragen (Stand 25. Oktober 2018), das Bogert House.

## Demographie
Nach der Volkszählung von 2000 gibt es 8.249 Menschen, 2.874 Haushalte und 2.126 Familien in der Stadt. Die Bevölkerungsdichte beträgt 4.190,7 Einwohner pro km². 75,72 % der Bevölkerung sind Weiße, 5,73 % Afroamerikaner, 0,15 % amerikanische Ureinwohner, 7,75 % Asiaten, 0,06 % pazifische Insulaner, 6,76 % anderer Herkunft und 3,83 % Mischlinge. 21,32 % sind Latinos unterschiedlicher Abstammung.
Von den 2.874 Haushalten haben 36,5 % Kinder unter 18 Jahre. 56,0 % davon sind verheiratete, zusammenlebende Paare, 13,8 % sind alleinerziehende Mütter, 26,0 % sind keine Familien, 21,9 % bestehen aus Singlehaushalten und in 8,1 % Menschen sind älter als 65. Die Durchschnittshaushaltsgröße beträgt 2,85, die Durchschnittsfamiliengröße 3,38.
25,3 % der Bevölkerung sind unter 18 Jahre alt, 8,2 % zwischen 18 und 24, 32,1 % zwischen 25 und 44, 23,3 % zwischen 45 und 64, 11,1 % älter als 65. Das Durchschnittsalter beträgt 36 Jahre. Das Verhältnis Frauen zu Männer beträgt 100:90,4, für Menschen älter als 18 Jahre beträgt das Verhältnis 100:87,1.
Das jährliche Durchschnittseinkommen der Haushalte beträgt 59.813 USD, das Durchschnittseinkommen der Familien 69.841 USD. Männer haben ein Durchschnittseinkommen von 49.347 USD, Frauen 36.406 USD. Der Prokopfeinkommen der Stadt beträgt 25.505 USD. 4,0 % der Bevölkerung und 2,6 % der Familien leben unterhalb der Armutsgrenze, davon sind 2,3 % Kinder oder Jugendliche jünger als 18 Jahre und 4,2 % der Menschen sind älter als 65.